# Thisted (municipio)
El municipio de Thisted es un municipio (kommune) de Dinamarca, localizado en el norte del país. Administrativamente, pertenece a la región de Jutlandia Septentrional, y su capital y mayor ciudad es Thisted. 
El municipio fue creado el 1 de enero de 2007 como parte de una reforma municipal. En su formación se fusionaron los antiguos municipios de Hanstholm, Thisted y Sydthy.
Se localiza al noroeste de la península de Jutlandia, en la isla de Vendsyssel-Thy, entre el mar del Norte y el Limfjord. Colinda al sur con Struer y al noreste con Jammerbugt. Otros municipios vecinos son Lemvig y Morsø.

## Localidades
El municipio de Thisted tiene una población de 44.908 habitantes en 2012. Tiene 24 localidades urbanas (byer, localidades con más de 200 habitantes), entre las que se encuentra la capital, Thisted. Un número importante de personas (13.987 en 2012) vive en localidades rurales (con menos de 200 habitantes).
| Localidades más pobladas de Thisted |            |                  |
| Nº                                  | Localidad  | Población (2012) |
| 1                                   | Thisted    | 13.138           |
| 2                                   | Hurup      | 2.789            |
| 3                                   | Hantsholm  | 2.276            |
| 4                                   | Snedsted   | 1.191            |
| 5                                   | Nors       | 1.068            |
| 6                                   | Sennels    | 882              |
| 7                                   | Bedsted    | 874              |
| 8                                   | Klitmøller | 833              |
| 9                                   | Koldby     | 777              |
| 10                                  | Sjørring   | 729              |